# Grouse Mountain
Grouse Mountain är ett berg och en vintersportort i British Columbia i Kanada.

## I populärkultur
Musikvideon till Nelly Furtados singel "Spirit Indestructible" spelades in här.

### Fotnoter
1. ↑  ”Fans Brave Snow for Nelly Furtado Show”. Examiner. 10 januari 2013. http://www.examiner.com/review/fans-brave-snow-for-nelly-furtado-show. Läst 13 februari 2014.